# Hollywoodschaukel

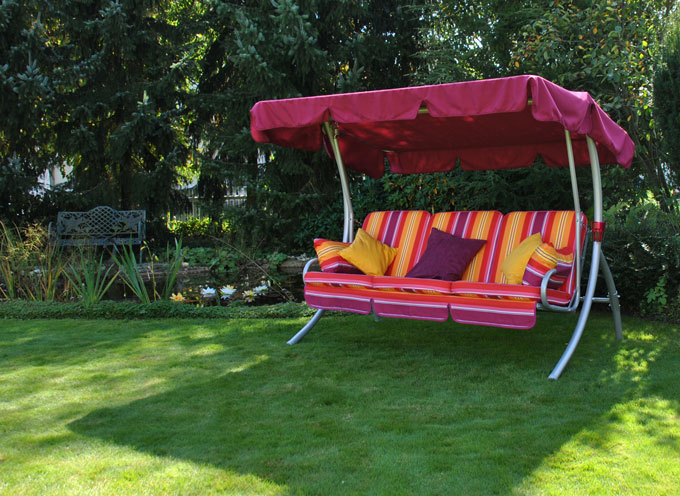
Hollywoodschaukel im Garten

Eine Hollywoodschaukel ist eine an einem freistehenden Gerüst oder Rahmen angebrachte und meist überdachte Gartensitzbank aus Holz oder Metall, zumeist mit aufgelegten Polstern, die leicht in Schaukelbewegung versetzt werden kann. Im deutschen Sprachraum ist das Möbelstück nach der amerikanischen Filmstadt Hollywood benannt. In den USA selbst heißen solche Schaukeln porch swing (Veranda-Schaukel), wenn fest auf der Veranda montiert, oder canopy swing (Baldachin-Schaukel), wenn freistehend. Die Benennung nach Hollywood ist dort unbekannt.

## Geschichte
Der Erfinder der Hollywoodschaukel ist unbekannt. Nachweislich gibt es derartige Gartenmöbel seit 1909 in England. In Deutschland soll es in den 1930er Jahren in betont modernen Häusern "amerikanische Schaukeln" gegeben haben, der Begriff Hollywoodschaukel war aber offenbar noch unbekannt. In den 1950er Jahren kam der Durchbruch: Durch verschiedene Hollywood-Filme waren die Sitzmöbel auch in Europa bekannt geworden und erhielten hier ihren heute noch gebräuchlichen Namen. Die Hollywoodschaukel wurde zu einem Inbegriff von sich modern und mondän gebender Freizeitgestaltung zur Zeit des Wirtschaftswunders. Die Polstermuster der Schaukeln waren oft bunt und grell und weckten – ähnlich wie Hawaiihemden – Assoziationen an eigene Urlaubsreisen in den Süden oder auch nur aus Filmen bekannte exotische ferne Länder.
In den 1960er und 1970er Jahren bat die österreichische Journalistin Margret Dünser für die erfolgreiche ZDF-Fernsehserie V.I.P.-Schaukel Mitglieder des internationalen Jet-Sets in deren privatem Umfeld und eben gelegentlich auch in einer der namensgebenden Hollywoodschaukeln zum Interview. Durch diese Sendung und ihren bald sprichwörtlichen Namen wurde der Eindruck des Weltläufigen noch verstärkt, der sich mit dem Gartenmöbel verband.
In der DDR waren sie unter der Bezeichnung Gartenschaukel im Handel, gleichwohl wurde auch der Begriff Hollywoodschaukel umgangssprachlich verwendet.

## Galerie

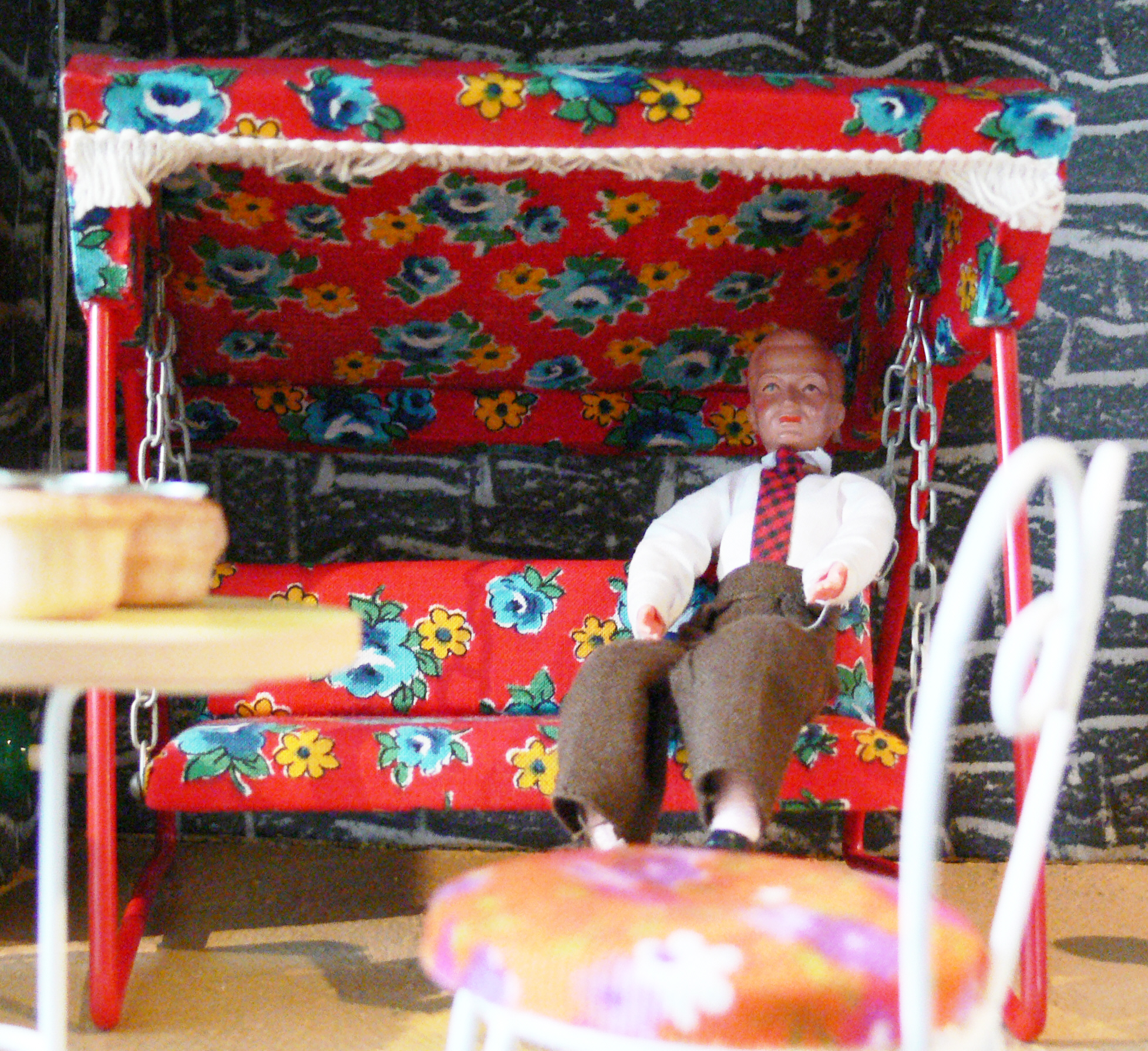
Modell einer Hollywoodschaukel der 1960er Jahre
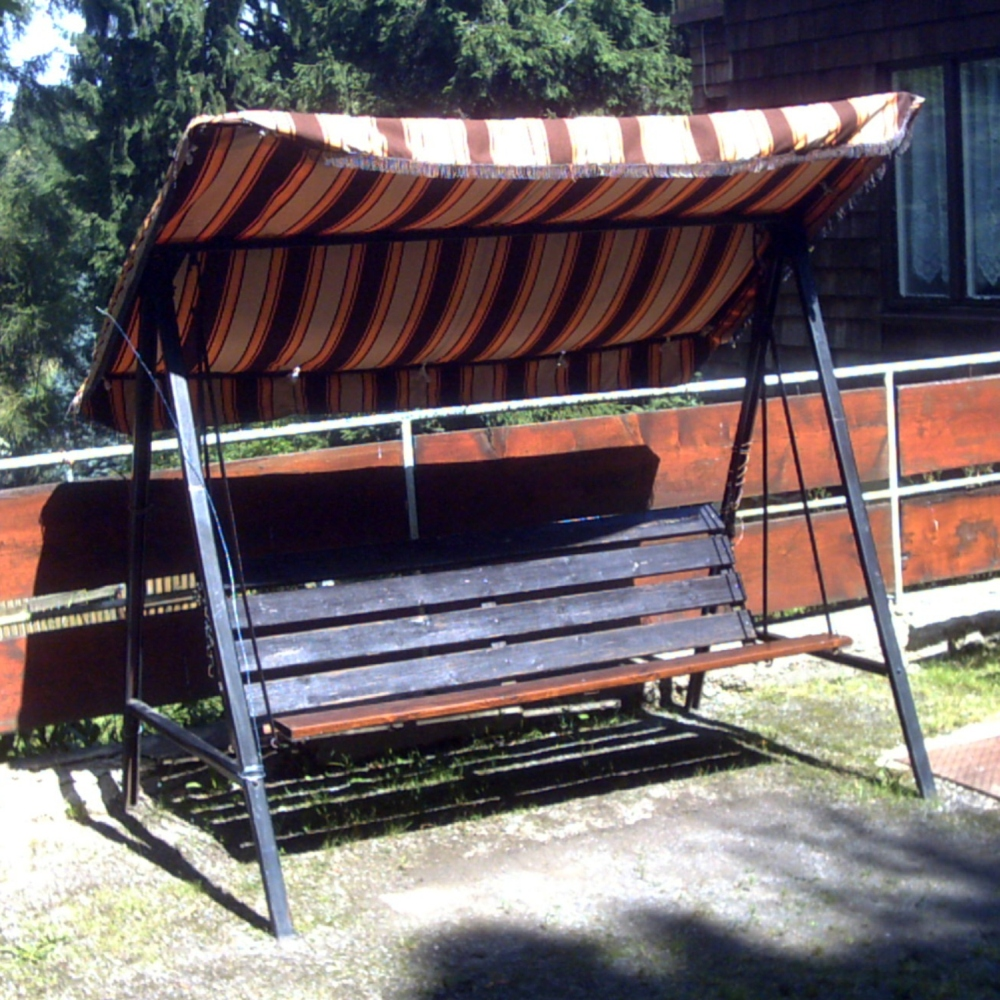
Hollywoodschaukel ohne Polsterung
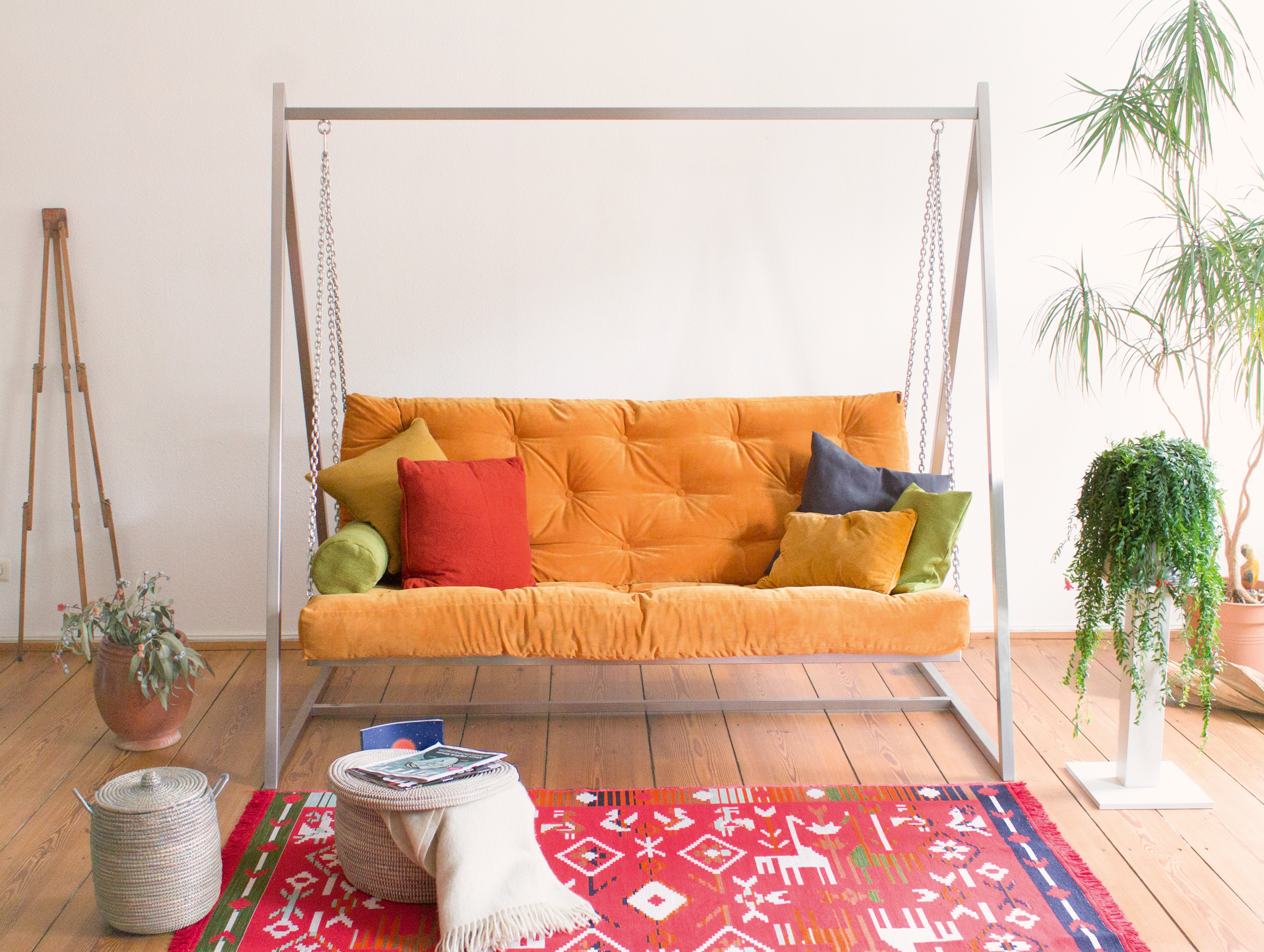
Aus der Hollywoodschaukel wurde ein Schaukelsofa fürs Wohnzimmer
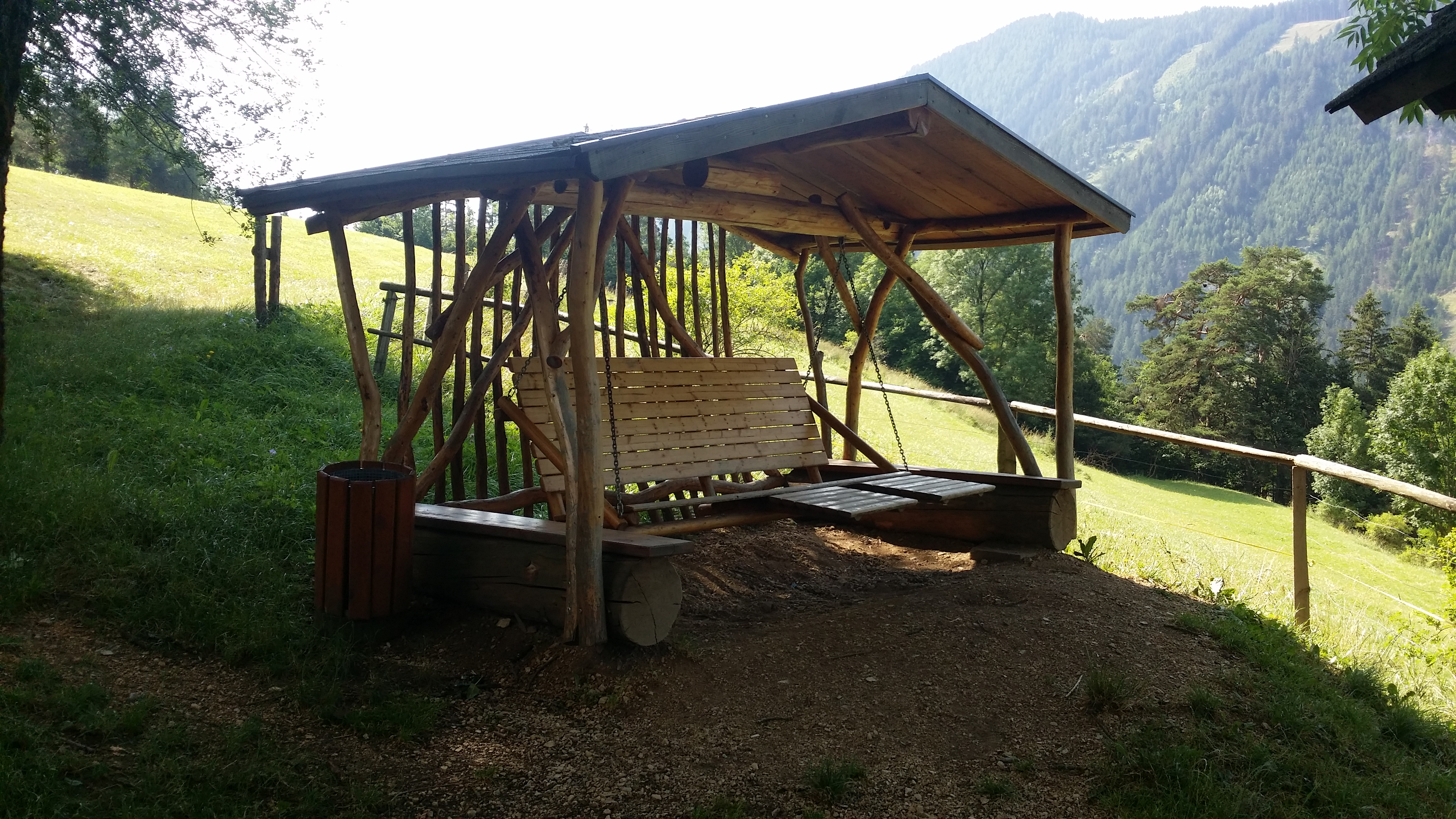
Hollywoodschaukel aus Holz